# قلعة لاينو
قلعة لاينو (كالابريان: Castièddru) هي مدينة وكومونا في مقاطعة كزنسة بمنطقة قلورية، جنوب إيطاليا.